# 宇土市
宇土市（うとし）は、熊本県の中央部にある市。小西行長の城下町としても知られ、中世から交通の要地であり豪族たちがその支配をめぐって争いを続けてきた。近代以降も、熊本県における一つの商工業の拠点であり続けた。1958年（昭和33年）市制施行。

## 地理
- 宇土半島の北半分を占める。

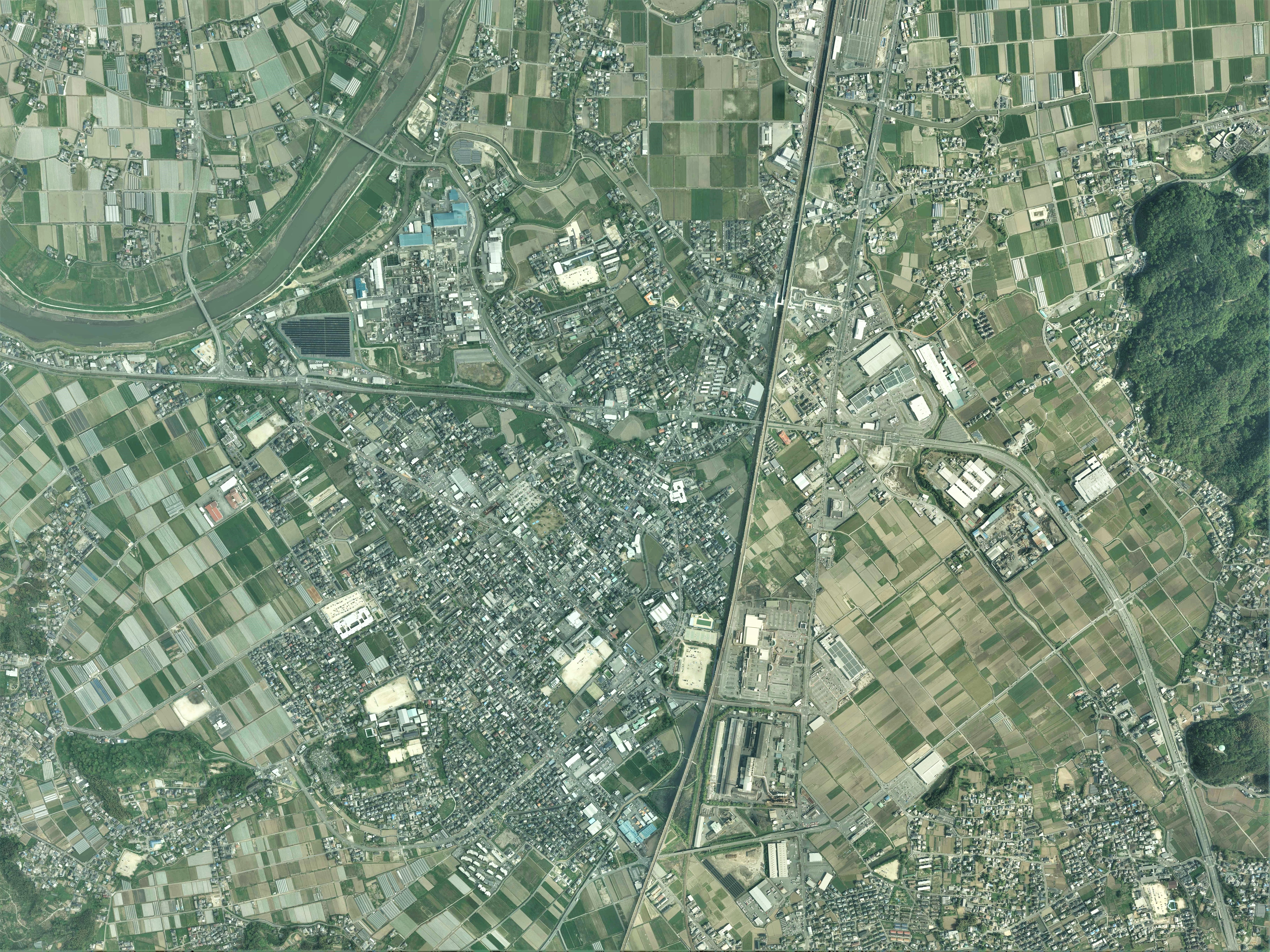
宇土市中心部周辺の空中写真。
2016年4月16日撮影の8枚を合成作成。。

- 西部に有明海を臨む。御輿来 （おこしき）海岸は、日本の渚100選に認定されている。
- 山：大岳(478m) ・雁回山(314m)
- 気候は1年を通じて温暖である。

### 隣接している自治体・行政区
- 熊本市（南区）
- 宇城市

## 地域

### 人口
| |                                        |  |
| 宇土市と全国の年齢別人口分布（2005年） | 宇土市の年齢・男女別人口分布（2005年） |  |
| ■紫色 ― 宇土市 ■緑色 ― 日本全国 | ■青色 ― 男性 ■赤色 ― 女性              |  |
| 宇土市（に相当する地域）の人口の推移 \| 1970年（昭和45年） \| 31,327人 \| \| \| 1975年（昭和50年） \| 31,564人 \| \| \| 1980年（昭和55年） \| 32,954人 \| \| \| 1985年（昭和60年） \| 33,575人 \| \| \| 1990年（平成2年） \| 33,390人 \| \| \| 1995年（平成7年） \| 35,010人 \| \| \| 2000年（平成12年） \| 37,255人 \| \| \| 2005年（平成17年） \| 38,023人 \| \| \| 2010年（平成22年） \| 37,727人 \| \| \| 2015年（平成27年） \| 37,026人 \| \| \| 2020年（令和2年） \| 36,122人 \| \| |                                        |  |
| 総務省統計局 国勢調査より |                                        |  |
| 1970年（昭和45年） | 31,327人                               |  |
| 1975年（昭和50年） | 31,564人                               |  |
| 1980年（昭和55年） | 32,954人                               |  |
| 1985年（昭和60年） | 33,575人                               |  |
| 1990年（平成2年） | 33,390人                               |  |
| 1995年（平成7年） | 35,010人                               |  |
| 2000年（平成12年） | 37,255人                               |  |
| 2005年（平成17年） | 38,023人                               |  |
| 2010年（平成22年） | 37,727人                               |  |
| 2015年（平成27年） | 37,026人                               |  |
| 2020年（令和2年） | 36,122人                               |  |

### 地名
合併当時の大字は以下の通りであった。
- 宇土(旧宇土町)
- 江部(旧宇土町)
- 段原(旧宇土町)
- 築篭(旧宇土町)
- 松原(旧宇土町)
- 笠岩(旧網津村)
- 網引(旧網津村)
- 網津(旧網津村)
- 岩古曽(旧花園村)
- 古保里(旧花園村)
- 境目(旧花園村)
- 善道寺(旧花園村)
- 立岡(旧花園村)
- 花園(旧花園村)
- 松山(旧花園村)
- 石橋(旧轟村)
- 栗崎(旧轟村)
- 神合(旧轟村)
- 神馬(旧轟村)
- 椿原(旧轟村)
- 宮庄(旧轟村)
- 走潟(旧走潟村)
- 馬之瀬(旧緑川村)
- 恵塚(旧緑川村)
- 笹原(旧緑川村)
- 新開(旧緑川村)
- 城塚(旧緑川村)
- 野鶴(旧緑川村)
- 赤瀬(旧網田村)
- 網田(旧網田村)
- 下網田(旧網田村)
- 戸口浦(旧網田村)
- 長浜(旧網田村)
- 三拾町(旧守富村→富合村)
- 伊無田(旧不知火村)

1966年に全域で町名設置が行われた。
- 石小路町(宇土)
- 新町1丁目 - 4丁目(宇土)
- 船場町(宇土)
- 本町1丁目 - 6丁目(宇土)
- 旭町(江部)
- 城之浦町(江部)
- 一里木町(段原)
- 入地町(段原)
- 浦田町(段原)
- 北段原町(段原)
- 古城町(段原)
- 栄町(段原)
- 新小路町(段原)
- 定府町(段原)
- 高柳町(段原)
- 南段原町(段原)
- 門内町(段原)
- 築篭町(築篭)
- 松原町(松原)
- 新松原町(松原)
- 住吉町(笠岩)
- 網引町(網引)
- 網津町(網津)
- 岩古曽町(岩古曽)
- 古保里町(古保里)
- 境目町(境目)
- 善道寺町(善道寺)
- 立岡町(立岡)
- 水町(立岡)
- 花園町(花園)
- 松山町(松山)
- 石橋町(石橋)
- 栗崎町(栗崎)
- 神合町(神合)
- 神馬町(神馬)
- 椿原町(椿原)
- 宮庄町(宮庄)
- 走潟町(走潟)
- 馬之瀬町(馬之瀬)
- 恵塚町(恵塚)
- 笹原町(笹原)
- 新開町(新開)
- 城塚町(城塚)
- 野鶴町(野鶴)
- 赤瀬町(赤瀬)
- 上網田町(網田)
- 下網田町(下網田)
- 戸口町(戸口浦)
- 長浜町(長浜)
- 三拾町(三拾町)
- 伊無田町(伊無田)
- 花園台町(2004年、花園町より分立)[要出典]

## 歴史

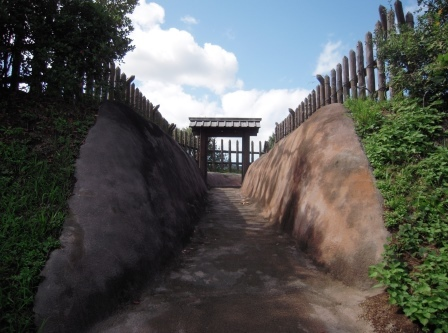
宇土古城

今日の宇土市を含む宇土郡は古代から見られる地名であり、その由来は宇土半島がもとは島で「浮土」と表したのが転じたという説と、細く長い谷の意味を持つとの説がある。日本の渚100選の1つ御輿来海岸は、4世紀に九州遠征の際に立ち寄った景行天皇が景色の美しさに見惚れて、御輿を止めて休んだという伝説が名前の由来である。網田には、景行天皇がその手を洗ったという御手洗（みたらい）があり、現在も澄んだ水が湧き出ている。
中世宇土城は1048年に築城されたと考えられている。中世初期に紀氏の一族が宇土氏を名乗る武士団を形成した。やがて鎌倉時代末期に菊池氏の一族がやはり宇土氏を名乗り、宇土城の城主となった。
1501年に宇土為光が菊池能運の軍を破るが、後に攻め滅ぼされた。一方、為光側にあって八代を追われた名和顕忠が空白となっていた宇土領に侵入して宇土氏に代わって宇土城の城主となった。名物「小袖餅」の名前の由来となった昔話に名和伯耆左衛門尉という領主が登場する。
豊臣秀吉の時代に名和氏に代わって佐々成政が入るが改易され、続いて小西行長が24万石の大名として入り近世宇土城を築城した。しかし、行長は関ヶ原の戦いで西軍に属したため斬首の刑となり、その領地は加藤清正に与えられた。行長はキリシタン大名としても有名で、一家全員が洗礼を受けている。
清正は宇土城を大改修し完成させたが、「一国一城令」に基づき廃城とした。なお、熊本城内に現存する宇土櫓は熊本城築城当時からのものとされていたが、近年この説は否定されつつある。加藤家が改易となった後、細川家が肥後国に入り1646年、細川行孝を藩主とする宇土支藩（3万石）が置かれた。行孝も城下町の水質を改善するため、轟上水道をつくった。轟上水道に使われた技術は神田上水・小田原水道に次ぐものとして日本水道史上、特筆された。
近代に入ってからも九州商業銀行（肥後銀行の前身）や火力発電所・マッチ工場などが建設され、商工業の中心であり続けた。

### 行政区域の変遷
- 1889年4月1日 - 町村制施行により宇土郡宇土町・段原村・筑籠村・江部村・松原村が合併して宇土郡宇土町が発足。
- 1954年4月1日 - 宇土町・花園村・轟村・緑川村・網津村が対等合併して、新町制による宇土町が発足。
- 1954年10月1日 - 飽託郡走潟村、及び宇土郡不知火村の一部（伊無田）を編入。
- 1956年4月1日 - 下益城郡富合村の一部（三拾町地区）を編入。
- 1958年10月1日 - 網田村を編入し、同時に市制施行。宇土市が発足。

## 行政

### 歴代市長
| 代   | 氏名     | 就任年月日    | 退任年月日    |
| ---- | -------- | ------------- | ------------- |
| 初代 | 大和忠三 | 1958年10月1日 | 1982年4月28日 |
| 2代  | 田代捨己 | 1982年4月29日 | 1990年4月28日 |
| 3代  | 西田誠   | 1990年4月29日 | 1998年4月28日 |
| 4代  | 田口信夫 | 1998年4月29日 | 2010年4月28日 |
| 5代  | 元松茂樹 | 2010年4月29日 | 現職          |

### 市議会
定数:18
任期:平成30年10月21日～令和4年10月20日

### 国の機関
- 熊本地方法務局宇土支局
- 熊本国税局宇土税務署

### 県の機関
熊本県保健環境科学研究所

### その他

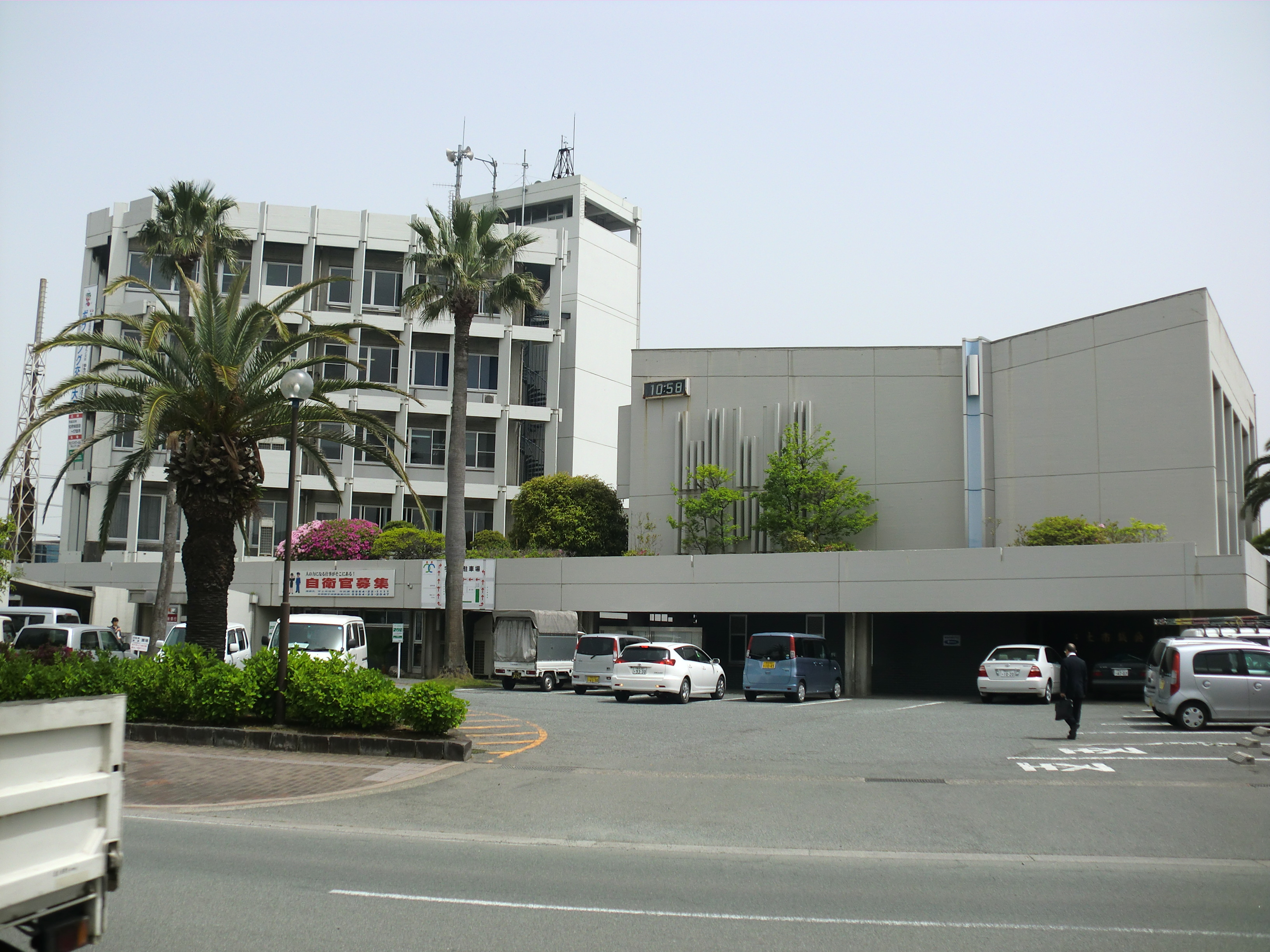
2016年熊本地震で被災する前の宇土市役所（2011年当時）

2016年4月に発生した熊本地震の影響により宇土市市役所庁舎が損傷を受け、倒壊する恐れが出た。これに伴い、市役所付近が立ち入り禁止区域となり通常業務が停止した。市役所の建て替えを問うアンケートを発送した翌日の被災となった。
その後は臨時に体育館に仮庁舎が置かれ、2016年8月にはプレハブの仮庁舎が完成し、数年間はそのプレハブの仮庁舎で業務が行われてきた。
2020年7月から新庁舎の再建プロジェクトが開始。被災した旧庁舎を解体した後に、2021年4月から再建工事に着手。約2年後の2023年3月に現在の市役所庁舎の落成が完了した。

## 産業

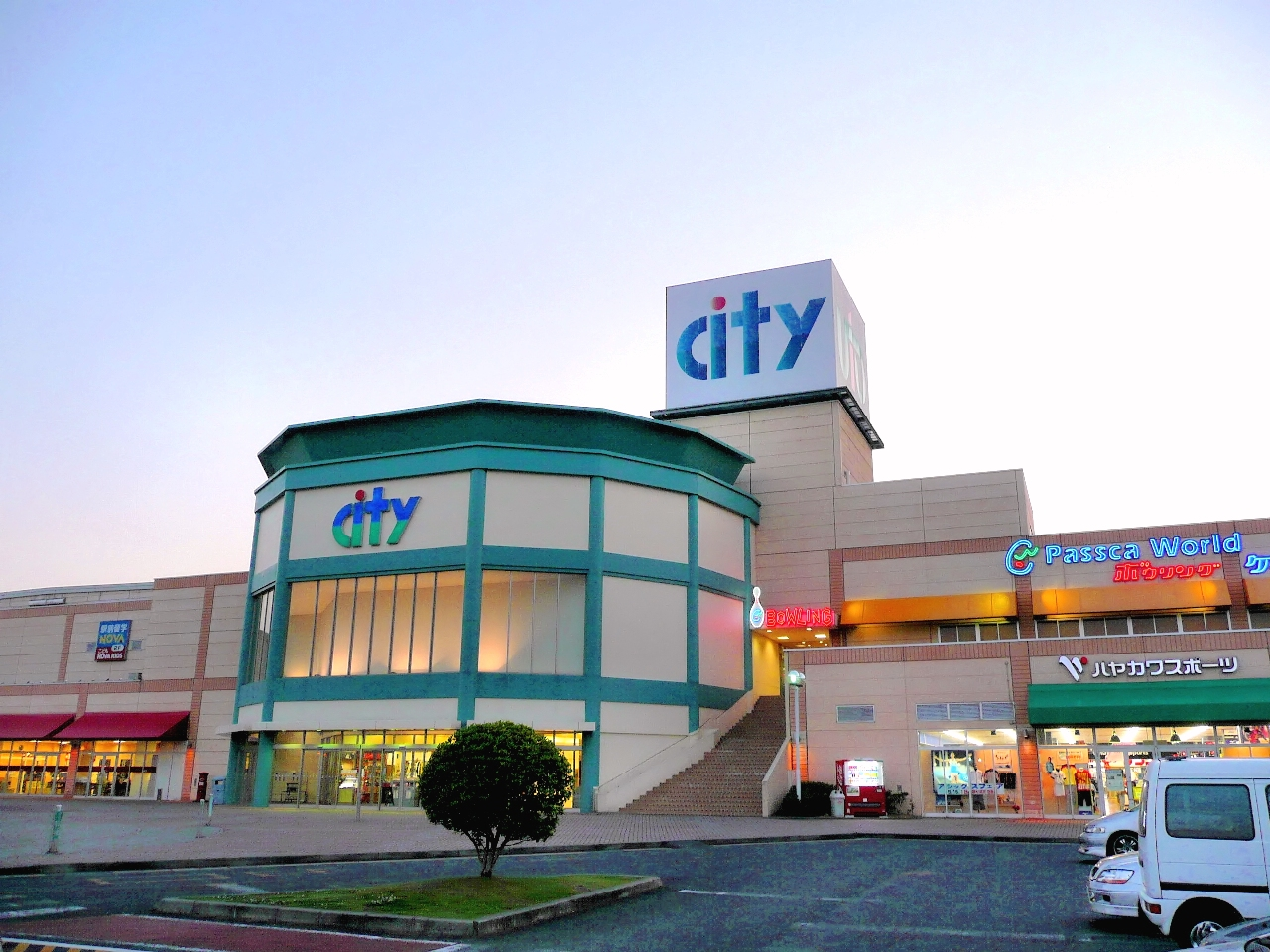
大規模ショッピングセンター「うとシティ」。

- 市内総生産 1,047億円（2004年度）

### 農業
- 暖かい気候を利用した果樹栽培が盛ん。ネーブルオレンジ・デコポン・アンデスメロンが特産品。

### 水産業
- 有明海でのりの養殖が盛ん。またアサリも特産品である。

### 製造業
- 食料品工業のほかに、化学工業・鉄鋼業もある。
- 特産物の伝統工芸品は張り子。ほかに銘菓として「うと餅」「小袖餅」がある。

#### 宇土市に本社を置く主要企業
- カネリョウ海藻
- パナファーム・ラボラトリーズ
- 九州大王製紙パッケージ

#### 市内に工場のある主要企業
- 三和化学研究所熊本工場（スズケングループ）
- 日本合成化学工業
- 大阪製鐵西日本熊本工場

## 交通

### 鉄道路線
市の中心となる駅：宇土駅
九州旅客鉄道（JR九州）
- ■鹿児島本線：宇土駅

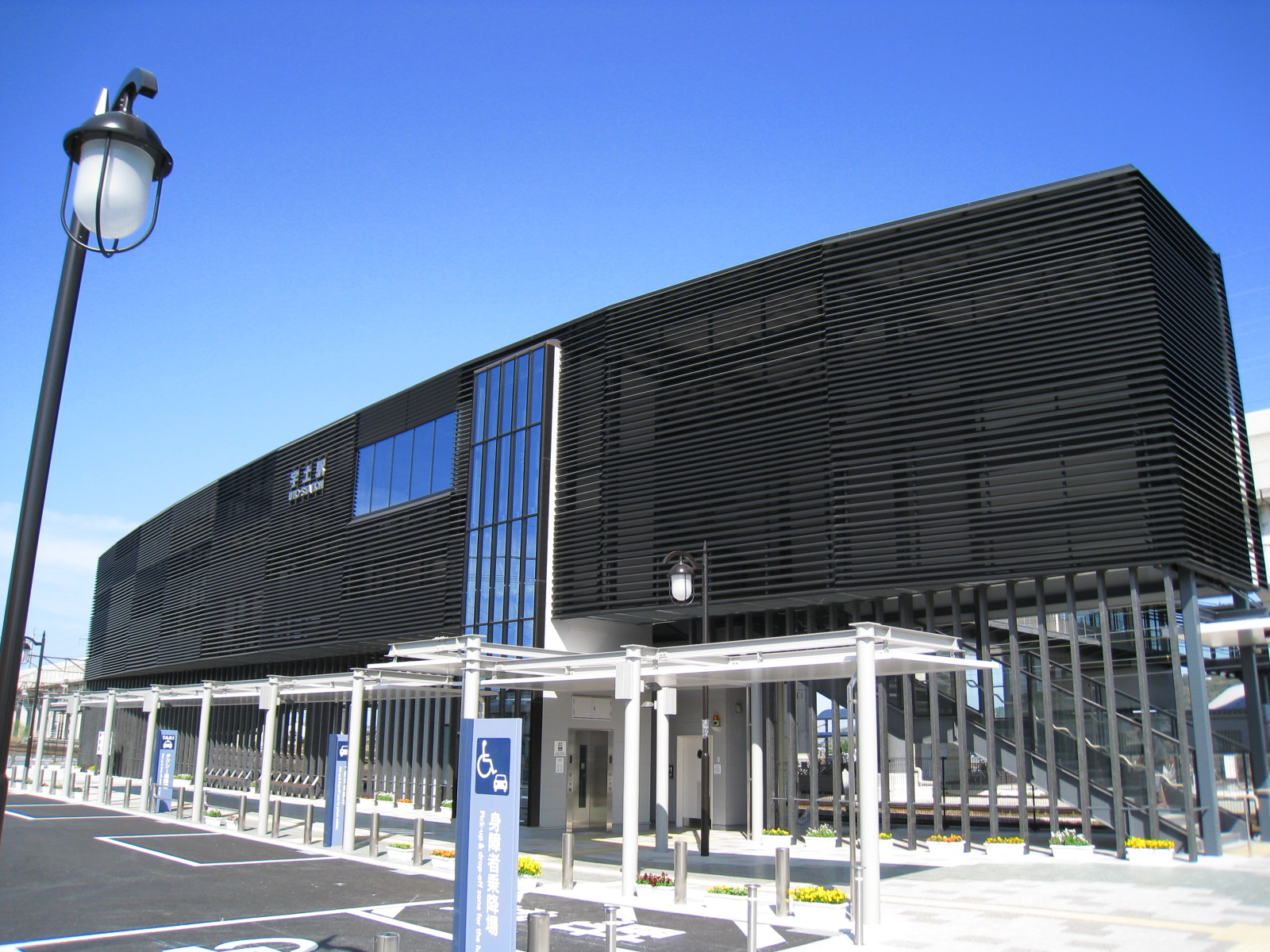
宇土駅

- ■三角線：宇土駅 - 緑川駅 - 住吉駅 - 肥後長浜駅 - 網田駅 - 赤瀬駅
- その他､九州新幹線が熊本駅 - 新八代駅間で当市を通過している。

### 路線バス
- 九州産交バス（九州産業交通ホールディングス）
  - 快速・超快速「あまくさ号」：熊本市 - 宇土市 - 宇城市（旧三角町域） - 上天草市 - 天草市
  - 熊本市 - 宇土市 - 宇城市（旧松橋町域）
  - 宇土市 - 宇城市 - 美里町
- 熊本バス
  - 熊本市 - 嘉島町 - 熊本市（旧城南町・富合町域） - 宇土市

### 道路

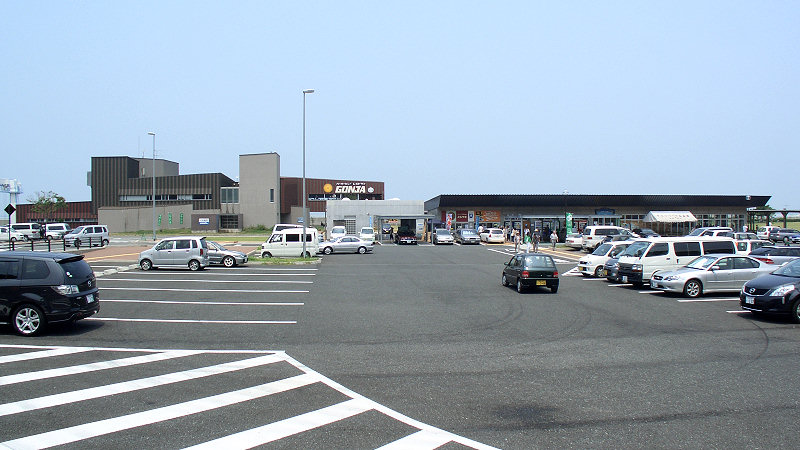
道の駅宇土マリーナ

国道
3号線と57号線は熊本市の近見交差点から宇土市の松原交差点までは重複している。
- 国道3号
- 国道57号
- 国道501号

県道
- 熊本県道14号八代鏡宇土線
- 熊本県道38号宇土甲佐線
- 熊本県道58号宇土不知火線
- 熊本県道243号郡浦網田線
- 熊本県道297号川尻宇土線

道の駅
- 宇土マリーナ

### 船舶
- 宇土マリーナ

## 教育

### 高等学校
- 熊本県立宇土高等学校

### 中学校
- 網田中学校
- 鶴城中学校
- 住吉中学校
- 宇土中学校

### 小学校
市内すべての小学校で標準服を採用。
- 網津小学校
- 宇土小学校
- 宇土東小学校
- 網田小学校
- 走潟小学校
- 花園小学校
- 緑川小学校

## 名所・旧跡・観光スポット・祭事・催事

### 季節の祭り
- 粟嶋神社大祭（3月1日）
- 宇土大太鼓フェスティバル （8月第1土曜日）
- うと地蔵まつり （8月23日・24日）
- 山王神社甘酒まつり（旧暦の11月初めの申の日）
- 西岡神宮秋季例大祭 （10月19日)

### 名所・旧跡
- 住吉神社 (宇土市)
- 風流島
- 西岡神宮

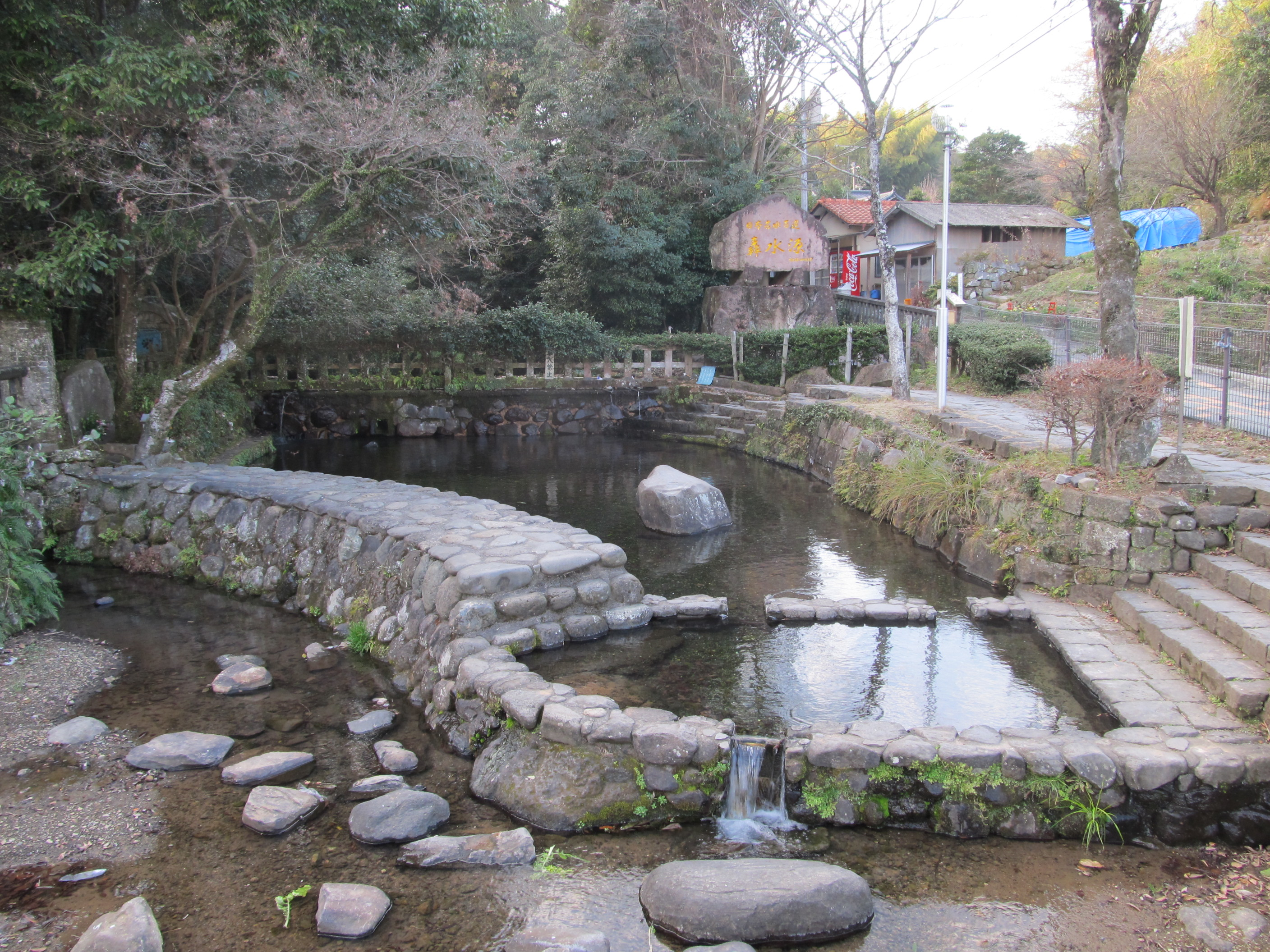
轟水源

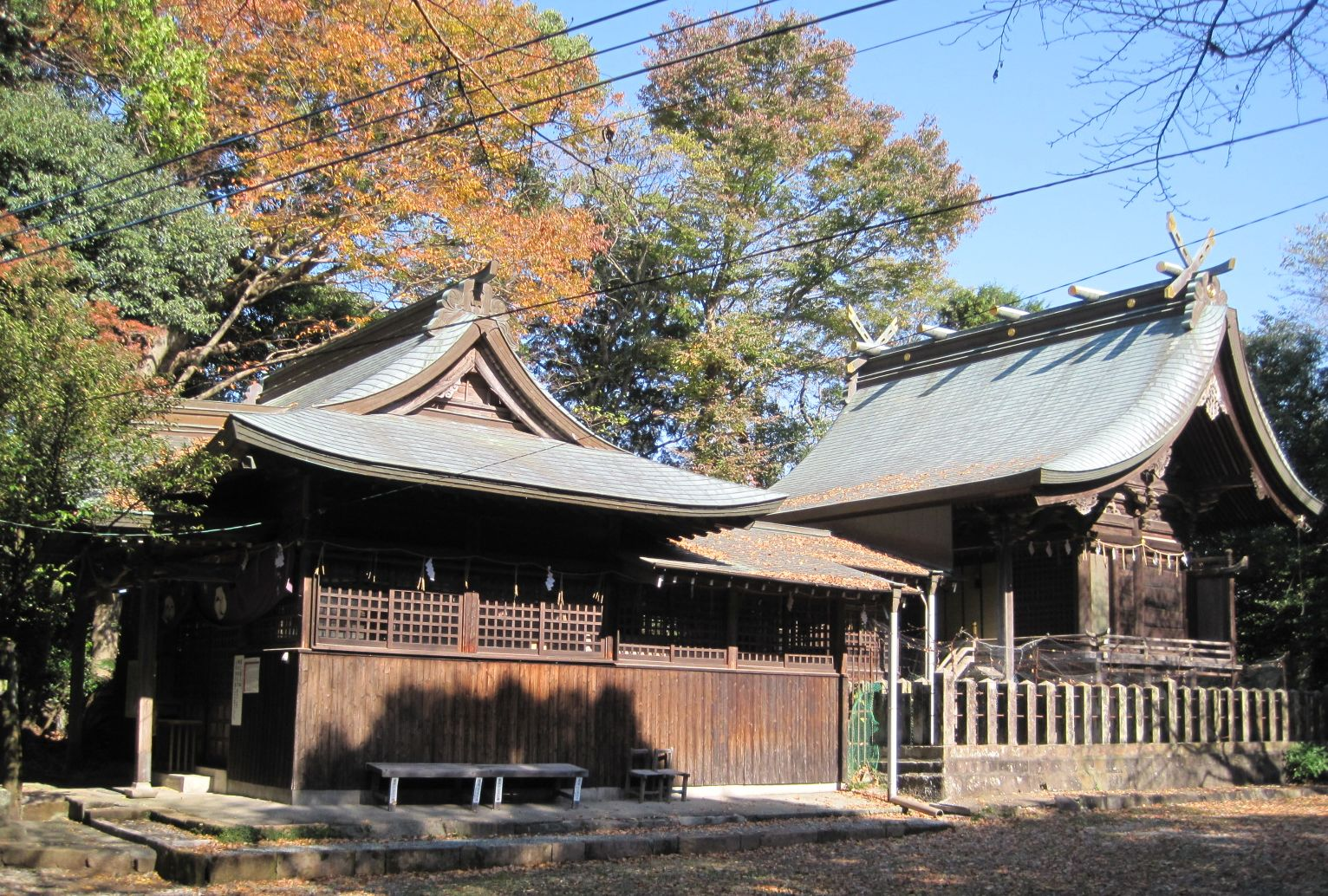
住吉神社

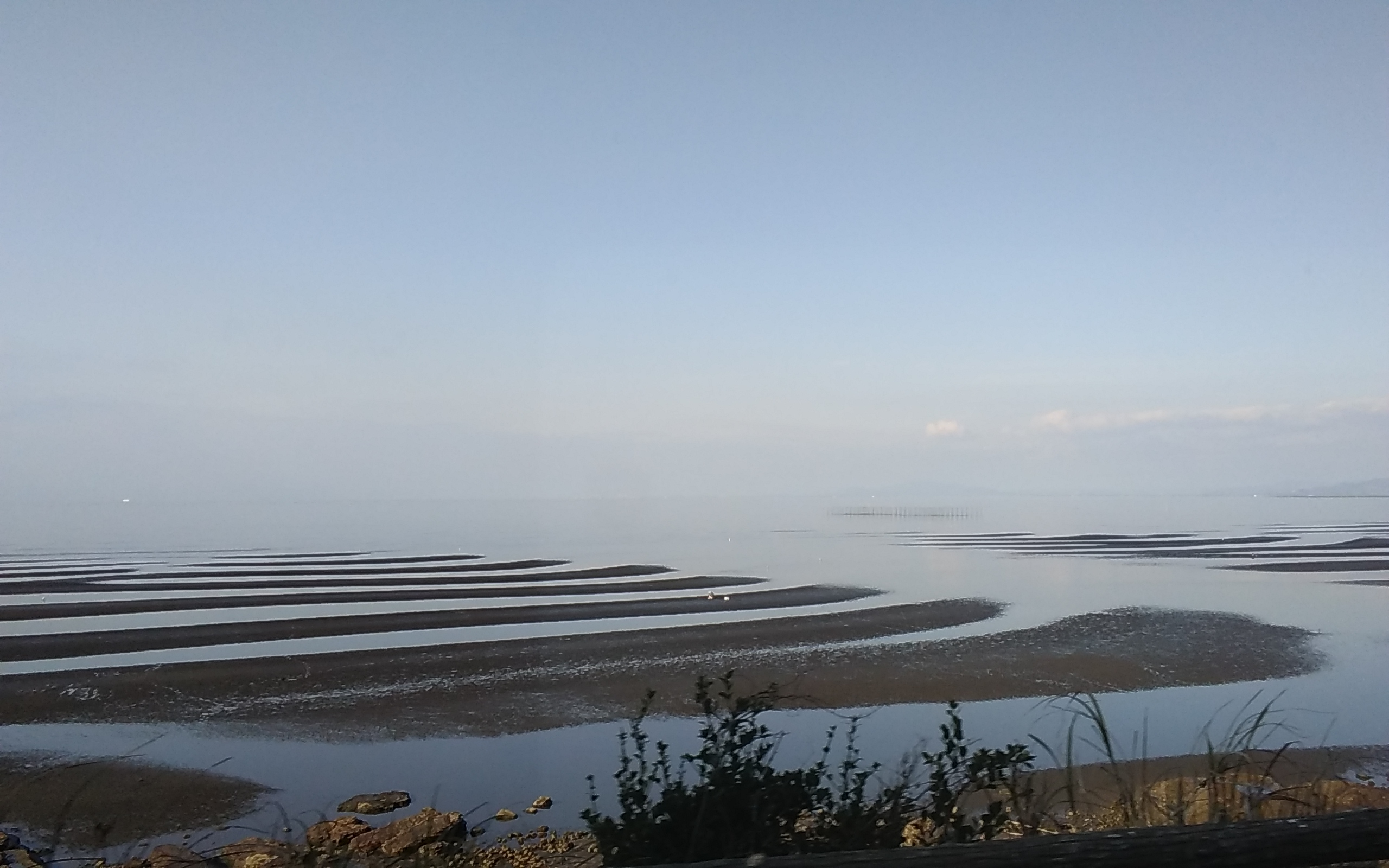
御輿来海岸

- 轟貝塚（市指定史跡）縄文時代前期に九州を中心に分布する轟式土器の標式遺跡。
- 中世宇土城跡（国の史跡）
- 近世宇土城跡
- 轟泉自然公園
  - 轟水源（名水百選）
- 轟御殿（宇土細川家の菩提寺跡） 9月の名月の夜に名水名月合同茶会が開かれる。
- 粟嶋神社 ミニ鳥居がある。
- つつじヶ丘自然公園
- 甲岩自然公園
- 住吉自然公園（あじさいの名所） 6月に紫陽花マンドリンコンサートが開かれる。
- 立岡自然公園（桜の名所） 桜の開花時期にあわせて、うと花園桜まつりが開かれる。
- 御輿来海岸（日本の渚百選）
- 道の駅宇土マリーナ
- 長部田海床路

## 著名な出身者

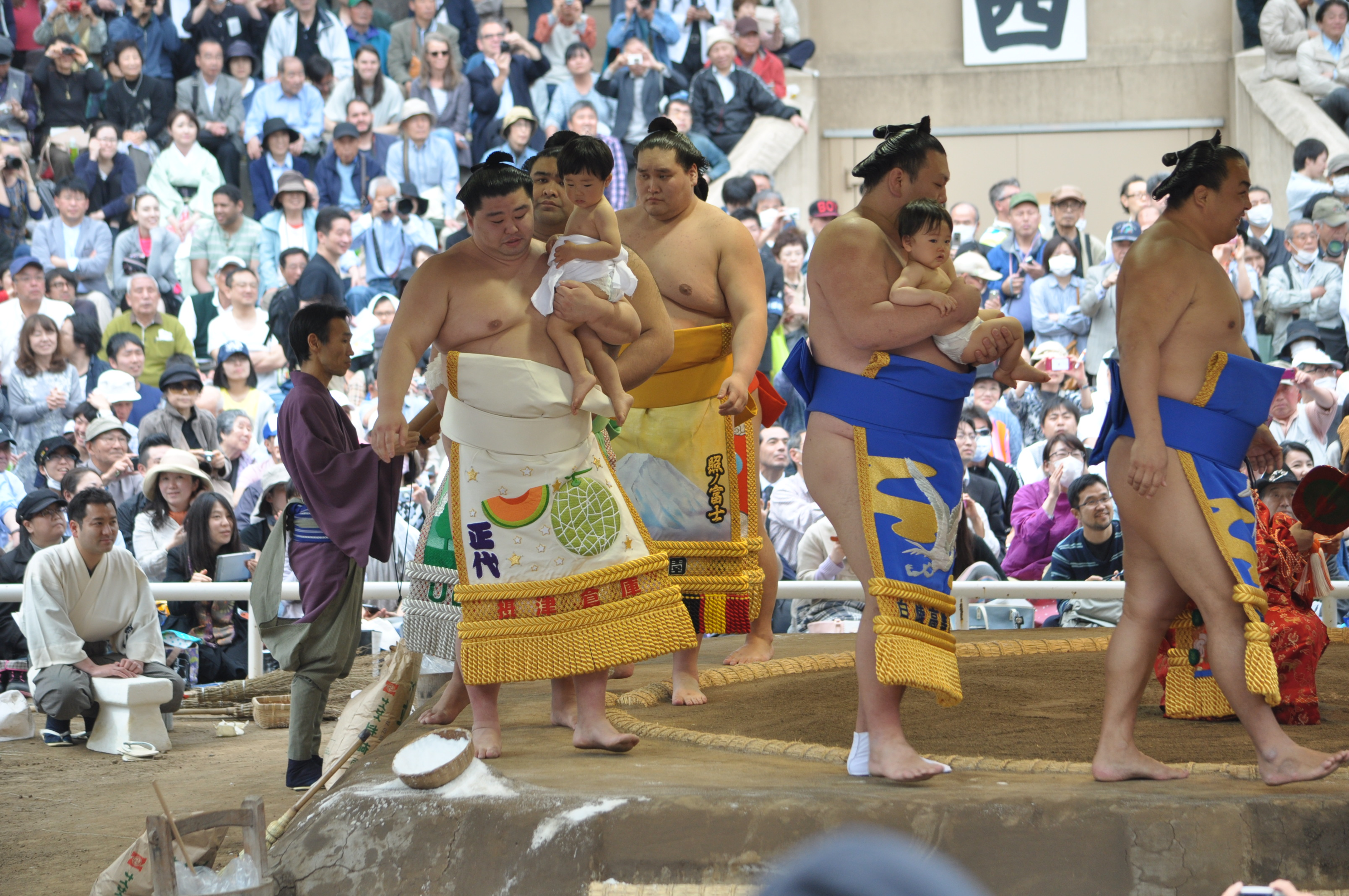
靖国神社奉納大相撲 土俵入りする正代関（2017年4月17日撮影）

### スポーツ以外
- 天草四郎（島原の乱指導者・当地出生説あり）
- 釜賀一夫（陸軍軍人）
- 近藤民雄（商法学者）
- 澤山収蔵（居合道家、伯耆流星野派）
- 篠原温亭（俳人、小説家）
- 西洋平（ミュージシャン、音楽作家）
- 西山一星（ローカルタレント）
- 藤岡覚音（住職、浄土真宗本願寺派）
- 松野良一（メディア研究者、ジャーナリスト）
- 源了圓（歴史学者）
- 宗方小太郎（ジャーナリスト、大陸浪人）
- 村田信一（元熊本県副知事）
- 森本貫一（実業家、技術者）

### スポーツ

#### 大相撲
- 川副圭太（大相撲力士）
- 草野直哉（大相撲力士）
- 正代直也（大相撲力士）
- 不知火諾右衛門（元大相撲力士、第8代横綱）
- 白乃波寿洋（元大相撲力士）
- 濱錦竜郎（元大相撲力士）
- 濱ノ嶋啓志（元大相撲力士）
- 牧本英輔（元大相撲力士）

#### 大相撲以外
- 芥川愛加（女子バレーボール選手）
- 植田直通 (サッカー選手・鹿島アントラーズ、日本代表)
- 阪上弘一（テコンドー選手）
- 島田海吏（プロ野球選手・阪神タイガース）
- 杉山哲（サッカー選手）
- 積賢佑（ラグビー選手）
- 中本匠栄（競輪選手）
- 山本大貴（サッカー選手・ファジアーノ岡山FC）
- 脇戸新之助（バレーボール選手）

### ゆかりのある人物
- 宇土為光（武将）
- 小西行長（キリシタン大名）
- 名和顕忠（武将）
- 堤真一（俳優､真一の父は宇土市で育ち旧制宇土中を卒業）